# Russell (Minnesota)
Russell – miasto w Stanach Zjednoczonych, w stanie Minnesota, w hrabstwie Lyon.